# Idiopidae

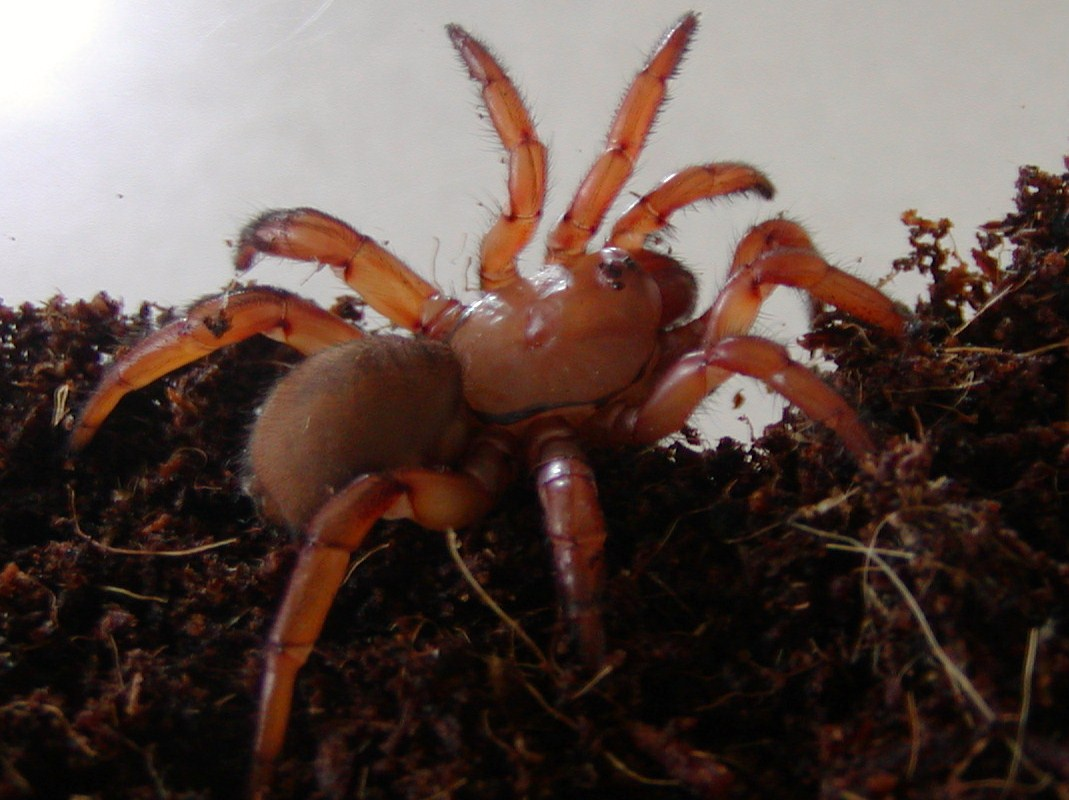
Gorgyrella sp.

Idiopidae é uma família de aranhas migalomorfas pertencente à superfamília monotípica Idiopoidea. São aranhas de grande porte com aspecto morfológico que se aproxima das tarântulas.

## Descrição
Em algumas espécies os machos apresentam um esporão nas suas pernas,que exibem quado se sentem ameaçados.
As espécies da família Idiopidae constroem tocas, sendo que algumas vedam essas tocas com tampas construídas com seda.
A espécie Prothemenops siamensis, que mede cerca de 2 cm comprimento e é originária da Tailândia, constrói as suas tocas nas margens dos rios, em escarpas verticais de terra.

## Géneros
A família Idiopidae inclui as seguintes subfamílias e géneros:
- Arbanitinae Simon, 1903
  - Aganippini

- Aganippe O. P-Cambridge, 1877 — Austrália
- Anidiops Pocock, 1897 — Austrália
- Eucyrtops Pocock, 1897 — Austrália
- Idiosoma Ausserer, 1871 — Austrália

- Arbanitini

- Arbanitis L. Koch, 1874 — Austrália
- Blakistonia Hogg, 1902 — Austrália
- Cantuaria Hogg, 1902 — Nova Zelândia
- Cataxia Rainbow, 1914 — Austrália
- Euoplos Rainbow, 1914 — Austrália
- Misgolas Karsch, 1878 — Austrália

- Genysinae Simon, 1903
  - Genysa Simon, 1889 — Madagáscar
  - Hiboka Fage, 1922 — Madagáscar
  - Neocteniza Pocock, 1895 — América Central e do Sul
  - Scalidognathus Karsch, 1891 — Índia, Sri Lanka, Seicheles

- Idiopinae Simon, 1892
  - Ctenolophus Purcell, 1904 — Sul da África
  - Galeosoma Purcell, 1903 — Sul da África
  - Gorgyrella Purcell, 1902 — Sul da África
  - Heligmomerus Simon, 1892 — África, Índia, Sri Lanka
  - Idiops Perty, 1833 — América do Sul, África, Ásia do Sul, Médio Oriente
  - Segregara Tucker, 1917 — Sul da África
  - Titanidiops Simon, 1903 — África, Ilhas Canárias

- incertae sedis
  - Prothemenops Schwendinger, 1991 — Tailândia

- Prothemenops siamensis Schwendinger, 1991